# ريك رينولدز
ريك رينولدز (بالإنجليزية: Rick Reynolds)‏ (13 ديسمبر 1951، وود فيليج في الولايات المتحدة)؛ كاتب، كاتب سيناريو، ممثل وروائي أمريكي.

## روابط خارجية
- ريك رينولدز على موقع IMDb (الإنجليزية)
- ريك رينولدز على موقع قاعدة بيانات الفيلم (الإنجليزية)